# 艾蜜拉·維利哈根
艾蜜拉·維利哈根（荷蘭語：Amira Willighagen，2004年3月27日—）是一名荷蘭女高音歌手，2013年，9歲的艾蜜拉因參加該年的《荷蘭達人秀》獲得冠軍，因而開啟了她的職業歌唱生涯。

## 生平
2004年3月27日出生於荷蘭奈梅亨，父親為荷蘭人，母親則為南非籍，她在古典音樂的包圍下長大。兒童時期，她看著弟弟Fincent和母親Frieda演奏小提琴，父親Gerrit演奏鋼琴，她不知道如何彈奏樂器，所以她嘗試大聲唱歌。
2013年10月，艾蜜拉9歲時，她在《荷蘭達人秀》的試鏡中演唱了普契尼所作歌劇《賈尼·斯基基》中的《親愛的爸爸》（O mio babbino caro），給評委們留下了深刻的印象。她的表演片段迅速成為YouTube上的熱門影片，截至2024年4月觀看次數超過4446萬。在節目評審的簡短對談中，艾蜜拉提到自己尚未接受正式的歌唱訓練，她是從YouTube上學習歌曲。
在《荷蘭達人秀》獲得冠軍之後，艾蜜拉在2014年受邀參加各種電視節目，2014年2月，她在布拉格愛樂樂團的陪伴下錄製了她的首張專輯《Amira》。
2014年2月28日至3月1日，她前往了母親的祖國南非，並在開普敦舉行的星光經典音樂會上表演，這是她的首場國際演出。之後她的演出包括荷蘭、南非、比利時、美國、德國、瑞士、英國、意大利、西班牙、法國、波蘭、香港、阿根廷、墨西哥、馬耳他、摩納哥、冰島、奧地利和博茨瓦納。

## 專輯
| 名稱                 | 年份 | 銷售排行 | 銷售排行 |
| 名稱                 | 年份 | 荷蘭     | 比利時   |
| -------------------- | ---- | -------- | -------- |
| Amira                | 2014 | 1        | 117      |
| Merry Christmas      | 2015 | 16       | 200      |
| With All My Heart    | 2018 | –        | –        |
| 5 Jaar Gelukskinders | 2020 | –        | –        |
| Classics Live        | 2020 | –        | –        |

## 獎項
2014年，梵蒂岡因其在音樂和演唱方面的傑出成就，授予艾蜜拉·維利哈根國際朱塞佩·沙卡獎 。頒獎典禮於2014年11月8日在宗座传信大学的大會堂舉行。

## 外部連結
- 维基共享资源上的相關多媒體資源：艾蜜拉·維利哈根
- 艾蜜拉·維利哈根在Allmusic上的頁面
- 官方网站